# Clock Tower

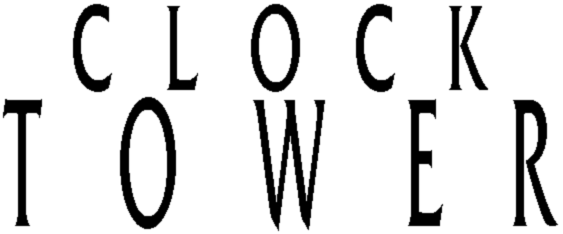
Logo de Clock Tower

Pour la tour londonienne anciennement appelée Clock Tower, rebaptisée Tour Elizabeth et abritant la cloche Big Ben, voir Big Ben.
 (décembre 2018).
Si vous disposez d'ouvrages ou d'articles de référence ou si vous connaissez des sites web de qualité traitant du thème abordé ici, merci de compléter l'article en donnant les références utiles à sa vérifiabilité et en les liant à la section « Notes et références ».
Clock Tower est une série de jeux vidéo de type survival horror créée par Human Entertainment et par la suite Sunsoft. La série se déroule comme un film d'horreur et contrairement à d'autres survival horrors, Clock Tower ne se concentre pas sur des séances de tir ou des scènes de violence, mais plutôt en utilisant l'aptitude du joueur à se cacher, à échapper à tout, résoudre des puzzles et à comprendre la suite de l'histoire. Le personnage principal est habituellement assez impuissant par rapport aux méchants, de sorte que le principal lien émotionnel avec le jeu est la peur d'être capturé ou découvert.

## Principe de la série
Il existe actuellement quatre épisodes. Les deux premiers jeux sont directement liés par leur scénario et leurs personnages principaux ; les deux autres opus n'ont pas de personnages en commun. Il convient également de noter que Clock Tower Ghost Head, tout en utilisant le style de jeu de ses prédécesseurs, peut être considéré comme un hors-série, car n'ayant aucun point commun scénaristique avec le reste de la saga. Clock Tower 3, quant à lui, possède un scénario lié en certains points avec les premiers épisodes tout en proposant un système de jeu totalement différent.
- Clock Tower (The First Fear dans les nouvelles éditions ; 1995) - SNES, PlayStation, WonderSwan, Windows 95, Console Virtuelle.
- Clock Tower 2 (1996) - PlayStation
- Clock Tower Ghost Head (1998) - PlayStation
- Clock Tower 3 (2003) - PlayStation 2

## Propriété de la licence
Après le dépôt de bilan de Human Entertainment en 1999, les droits de la série ont été acquis par Capcom. Clock Tower 3 a été développé par Sunsoft. Non seulement cet épisode de la série a été développé et édité par une autre entreprise, mais il offre également un nouveau gameplay dans un environnement 3D, un peu à la manière de Resident Evil. Jusqu'à présent, Capcom n'a pas annoncé de suite, bien que le jeu Haunting Ground est considéré comme une suite spirituelle et a été initialement développé en tant que Clock Tower 4.

## Film
Le 30 avril 2008, plus d'informations sur le film ont été annoncées dans Attack of the Show. La Weinstein Company a annoncé le projet d'adaptation de la série de Capcom. Le film proposera des éléments typiques du déroulement du jeu, bien que l'histoire ne sera, elle, que vaguement basée sur l'ensemble des jeux. Martin Weisz (La colline a des yeux 2) a d'ores et déjà signé pour le réaliser.
Le 10 septembre 2008, Shock Till You Drop et IGN ont indiqué que Brittany Snow ferait partie de la distribution. Le tournage débutera en novembre à Los Angeles. Il est confirmé que Scissorman sera inclus dans le film, mais la nature de son identité et son histoire seront complètement différents de ceux des jeux.
En septembre 2010, Martin Weisz, réalisateur désigné à l'époque, est déchargé du projet.
Le 29 novembre 2011, lors d'un chat sur le site Bloody Disgusting, le réalisateur David R. Ellis annonce reprendre le projet à son compte. Très emballé, celui-ci annonce que l'histoire parlera d'une force spirituelle prenant possession du corps des gens pour leur faire faire des choses horribles.

## Liste des jeux
La liste est basée sur les sorties japonaises :
- Clock Tower - Super Famicom (14/09/1995) - Réédité en février 1997 pour accompagner la sortie de la version PC CD-Rom puis réédité une nouvelle fois en septembre de la même année pour accompagner la sortie de la version PlayStation.
- Clock Tower 2 (Second) - PlayStation (13/12/1996) - Réédité le 19/03/1998 sous le label PlayStation the Best. Cet épisode a été distribué en Amérique du Nord et en Europe par ASCII sous le nom Clock Tower. (versions européennes traduites en anglais, français et allemand)
- Clock Tower for Win95 - Windows (février 1997) - Réédité le 20/08/1999 sous le label Ultra 2000 Serie de l'éditeur Media Kite.
- Clock Tower: The First Fear - PlayStation (17/07/1997)
- Clock Tower: Ghost Head - PlayStation (12/03/1998) - Cet épisode a été distribué en Amérique du Nord par ASCII sous le nom Clock Tower II: The Struggle Within. Le jeu devait être réédité au Japon sous le label PlayStation the Best le 18/11/1999 sous le N° de série SLPS 91175, mais cette réédition a apparemment été annulée. De même, le jeu a été distribué en Chine par Sony Computer Entertainment sous le N° de série SCPS 45173.
- Clock Tower for WonderSwan - WonderSwan (09/12/1999)
- Clock Tower 3 - PlayStation 2 (12/12/2002) - Cet épisode a été distribué en Amérique du Nord par Capcom, en Europe par Ubi Soft et en Corée du Sud par Kokocapcom (Filiale sud-coréenne de Capcom). Le jeu devait être réédité au Japon sous le label PlayStation 2 the Best le 31/12/2003 sous le N° de série SLPM 74416, mais cette réédition a apparemment été annulée.
- Clock Tower - Wii (03/08/2010) - Réédition de la version Super Famicom disponible en téléchargement sur la Virtual Console de la Wii pour 800 Wii Points. (Japon uniquement)